# Il secondo tragico
Il secondo tragico è un album studio del gruppo grindcore italiano Psychofagist, pubblicato nel 2009.

## Tracce
Testi e musiche di Psychofagist.
1. Uomo o merda – 1:32
2. Tema: Collasso – 2:29
3. Untitled (Black on Grey 69/70) – 2:49
4. Nouvelle de spasticité & épilepsie – 4:13
5. Defragmentation rotunda – 2:22
6. Il secondo tragico – 5:49
7. Corpuscles – 2:07
8. Pithecanthropus sapiens sapiens – 2:45
9. Biodegradazioni – 5:34
10. Free-Non-Jazz Powerviolence Sonata – 2:18

## Formazione
- Luca T Mai - sassofono (baritono)
- Marcello Sarino - basso, voce, testi
- Federico de Bernardo di Vaserra - batteria
- Stefano Ferrian - chitarra, sassofono (alto e tenore), voce